# Elachistocleis erythrogaster
Espèce
Statut de conservation UICN

 NT  : Quasi menacé
Elachistocleis erythrogaster est une espèce d'amphibiens de la famille des Microhylidae.

## Répartition
Cette espèce est endémique de l'État du Rio Grande do Sul au Brésil. Elle est présente entre 900 et 1 200 m d'altitude,.

## Description
Elachistocleis erythrogaster mesure jusqu'à 30 mm. Sa gorge est noir intense. Ses flancs sont noirs marbrés de bleu et son ventre est rouge orangé.

## Étymologie
Son nom d'espèce, du grec ἐρυθρός, érytrhos, « rouge », et γαστήρ, gaster, « ventre », lui a été donné en référence à sa livrée.

## Publication originale
- Kwet & Di-Bernardo, 1998 : Elachistocleis erythrogaster, a New World microhylid species from Rio Grande do Sul, Brazil. Studies on Neotropical Fauna and Environment, vol. 33, no 1, p. 7-18.